# Gleßling
Gleßling ist ein Ortsteil der Stadt Waldmünchen im Landkreis Cham des Regierungsbezirks Oberpfalz im Freistaat Bayern.

## Geografie
Gleßling liegt auf dem Südufer des Ulrichsgrüner Baches, 3,8 Kilometer südöstlich von Waldmünchen und 2 Kilometer südwestlich der tschechischen Grenze.
Gleßling liegt an einer Gebirgsstraße, die Waldmünchen mit Furth im Wald verbindet. Sie führt mitten durch das Gebirge und erreicht bei dem Pass zwischen dem 902 Meter hohen Reiseck im Norden und dem 828 Meter hohen Dachsriegel im Süden eine Höhe von 800 Metern. Zwischen Ulrichsgrün und Unterhütte verläuft auf der Nordostseite dieser Straße eine kleine Parallelstraße noch weiter oben am Hang. An dieser kleinen Straße liegen neben verstreuten Häusern, die noch zu Ulrichsgrün gehören, die Gemeindeteile Lenkenhütte und Posthof.

## Geschichte
Die Einöde Gleßling ist kein echter Ing-Ort, sondern erst im 19. Jahrhundert entstanden. Gleßling wurde nach Ulrichsgrün eingemeindet. Die Gemeinde Ulrichsgrün bestand aus den Ortsteilen Ulrichsgrün, Gleßling, Lenkenhütte, Posthof, Wagenhof und Kramberg.
1972 schloss sich die Gemeinde Ulrichsgrün der Stadt Waldmünchen an.
Gleßling gehört zum Kuratbenefizium Herzogau der Pfarrei Waldmünchen. 1997 hatte Gleßling 4 Katholiken.

## Einwohnerentwicklung ab 1864
| Jahr | Einwohner | Gebäude |
| ---- | --------- | ------- |
| 1861 | 8         | 2       |
| 1871 | 10        | 4       |
| 1885 | 7         | 1       |
| 1900 | 8         | 1       |
| 1913 | 38        | 6       |
| 1925 | 9         | 1       |

| Jahr | Einwohner | Gebäude |
| ---- | --------- | ------- |
| 1950 | 16        | 1       |
| 1961 | 7         | 1       |
| 1970 | 4         | k. A.   |
| 1987 | 6         | 1       |
| 2011 | 3         | k. A.   |